# Canthylidia ionola
Canthylidia ionola är en fjärilsart som beskrevs av Swinhoe 1901. Canthylidia ionola ingår i släktet Canthylidia och familjen nattflyn. Inga underarter finns listade i Catalogue of Life.